# Asienspiele 1978/Badminton
Titelträger im Badminton wurden bei den Asienspielen 1978 in Bangkok in fünf Einzel- und zwei Mannschaftsdisziplinen ermittelt. Die Spiele fanden vom 9. bis zum 20. Dezember 1978 statt.

## Medaillengewinner
| Disziplin        | Gold                                                                               | Silber                                                                                               | Bronze |
| ---------------- | ---------------------------------------------------------------------------------- | --- | --- |
| Herreneinzel     | Liem Swie King                                                                     | Han Jian                                                                                             | Luan Jin |
| Herreneinzel     | Liem Swie King                                                                     | Han Jian                                                                                             | Iie Sumirat |
| Dameneinzel      | Liang Qiuxia                                                                       | Liu Xia                                                                                              | Sirisriro Patama |
| Dameneinzel      | Liang Qiuxia                                                                       | Liu Xia                                                                                              | Saori Kondo |
| Herrendoppel     | Christian Hadinata Ade Chandra                                                     | Tang Xianhu Lin Shinchuan                                                                            | Hou Jiachang Yu Yaodong |
| Herrendoppel     | Christian Hadinata Ade Chandra                                                     | Tang Xianhu Lin Shinchuan                                                                            | Fu Han Ping Wong Man Hing |
| Damendoppel      | Verawaty Wiharjo Imelda Wiguna                                                     | Qiu Yufang Zheng Huiming                                                                             | Theresia Widiastuti Ruth Damayanti                                                                                                  |
| Damendoppel      | Verawaty Wiharjo Imelda Wiguna                                                     | Qiu Yufang Zheng Huiming                                                                             | Sirisriro Patama Thongkam Kingmanee                                                                                                 |
| Mixed            | Tang Xianhu Zhang Ailing                                                           | Hariamanto Kartono Theresia Widiastuti                                                               | Yu Yaodong Li Fang |
| Mixed            | Tang Xianhu Zhang Ailing                                                           | Hariamanto Kartono Theresia Widiastuti                                                               | Christian Hadinata Imelda Wiguna |
| Herrenmannschaft | Indonesien Iie Sumirat Ade Chandra Christian Hadinata Rudy Heryanto Liem Swie King | Volksrepublik China Hou Jiachang Luan Jin Tang Xianhu Yu Yaodong Han Jian Lin Shinchuan              | Thailand Sawei Chanseorasmee Bandid Jaiyen Pichai Kongsirithavorn Udom Luangpetcharaporn Sarit Pisudchaikul Surapong Suharitdamrong |
| Herrenmannschaft | Indonesien Iie Sumirat Ade Chandra Christian Hadinata Rudy Heryanto Liem Swie King | Volksrepublik China Hou Jiachang Luan Jin Tang Xianhu Yu Yaodong Han Jian Lin Shinchuan              | Pakistan Tariq Wadood Javed Iqbal Hasan Shaheed Zahid Maqbool                                                                       |
| Damenmannschaft  | Volksrepublik China Qiu Yufang Zheng Huiming Liang Qiuxia Liu Xia Zhang Ailing     | Indonesien Verawaty Wiharjo Imelda Wiguna Theresia Widiastuti Ruth Damayanti Tjan So Gwan Ivanna Lie | Thailand Porntip Buntanon Suleeporn Jittariyakul Thongkam Kingmanee Petchroong Liengtrakulngam Sirisriro Patama                     |
| Damenmannschaft  | Volksrepublik China Qiu Yufang Zheng Huiming Liang Qiuxia Liu Xia Zhang Ailing     | Indonesien Verawaty Wiharjo Imelda Wiguna Theresia Widiastuti Ruth Damayanti Tjan So Gwan Ivanna Lie | Japan Saori Kondo Mikiko Takada Atsuko Tokuda Emiko Ueno Yoshiko Yonekura Hiroe Yuki                                                |

## Halbfinale
| Disziplin    | Sieger                                 | Finalist                            | Ergebnis          |
| ------------ | -------------------------------------- | ----------------------------------- | ----------------- |
| Herreneinzel | Han Jian                               | Iie Sumirat                         | 15–6, 15–1        |
| Herreneinzel | Liem Swie King                         | Luan Jin                            | 15–5, 18–13       |
| Dameneinzel  | Liang Qiuxia                           | Sirisriro Patama                    | 12–11, 11–5       |
| Dameneinzel  | Liu Xia                                | Saori Kondo                         | 11–5, 11–4        |
| Herrendoppel | Lin Shinchuan Tang Xianhu              | Wong Man Hing Fu Han Ping           | 15–3, 15–5        |
| Herrendoppel | Ade Chandra Christian Hadinata         | Hou Jiachang Yu Yaodong             | 17–14, 15–7       |
| Damendoppel  | Zheng Huiming Qiu Yufang               | Ruth Damayanti Theresia Widiastuti  | 15–5, 15–12       |
| Damendoppel  | Imelda Wiguna Verawaty Wiharjo         | Sirisriro Patama Thongkam Kingmanee | 15–7, 15–6        |
| Mixed        | Hariamanto Kartono Theresia Widiastuti | Yu Yaodong Li Fang                  | 15–8, 15–11       |
| Mixed        | Tang Xianhu Zhang Ailing               | Christian Hadinata Imelda Wiguna    | 12–15, 15–7, 15–5 |

## Finale Einzeldisziplinen
| Disziplin    | Sieger                         | Finalist                               | Ergebnis    |
| ------------ | ------------------------------ | -------------------------------------- | ----------- |
| Herreneinzel | Liem Swie King                 | Han Jian                               | 15–7, 15–11 |
| Dameneinzel  | Liang Qiuxia                   | Liu Xia                                | 11–6, 11–5  |
| Herrendoppel | Ade Chandra Christian Hadinata | Lin Shinchuan Tang Xianhu              | 15–8, 15–10 |
| Damendoppel  | Imelda Wiguna Verawaty Wiharjo | Zheng Huiming Qiu Yufang               | 17–14, 15–4 |
| Mixed        | Tang Xianhu Zhang Ailing       | Hariamanto Kartono Theresia Widiastuti | 15–8, 17–16 |

## Medaillenspiegel
| Platz | Land                | Gold | Silber | Bronze | Gesamt |
| ----- | ------------------- | ---- | ------ | ------ | ------ |
| 1     | Indonesien          | 4    | 2      | 3      | 9      |
| 2     | Volksrepublik China | 3    | 5      | 3      | 11     |
| 3     | Thailand            | -    | -      | 4      | 4      |
| 4     | Japan               | -    | -      | 2      | 2      |
| 5     | Hongkong            | -    | -      | 1      | 1      |
|       | Pakistan            | -    | -      | 1      | 1      |
| 7     | Indien              | -    | -      | -      | -      |
|       | Malaysia            | -    | -      | -      | -      |
|       | Nepal               | -    | -      | -      | -      |
|       | Philippinen         | -    | -      | -      | -      |
|       | Südkorea            | -    | -      | -      | -      |

## Referenzen
- The Straits Times, 15. Dezember 1978
- The Straits Times, 16. Dezember 1978
- https://eresources.nlb.gov.sg/newspapers/Digitised/Article/straitstimes19781219-1.2.120.3
- https://eresources.nlb.gov.sg/newspapers/Digitised/Page/straitstimes19781220-1.1.37